# Talker-Lounge
Die „Talker-Lounge“ war ein zwischen 2012 und 2022 existierender deutschsprachiger Podcast, der sich mit dem kommerziellen Hörspiel befasste. Dabei wechselte die Moderation zwischen Xenia, Sabrina, Sven und Jan. Der Podcast hieß anfangs „Die Lautsprecher“ und wurde nach der Episode 14 in „Talker-Lounge“ umbenannt. Bis Juni 2022 sind 159 Sendungen erschienen. Einige Episoden liefen beim UKW-Sender Radio Leinehertz 106.5. Die treibenden Kräfte hinter dem Projekt waren Florian Michael Kröger und Marc Bohnert. Die Mehrzahl der Folgen ist weiterhin über die Website des Projekts abrufbar.

## Inhalt
In jeder Sendung rezensierte das Team zwei Hörspiele. Xenia berichtete in den „News aus der Hörspielwelt“, was sich aktuell in der Hörspielszene ereignet hat. Die Kassettenkinder Sven und Tim gaben Kauftipps zu aktuellen Hörspielmedien. In der „Hall of Fame“ ehrte das Projekt pro Sendung eine verstorbene Persönlichkeit aus dem Bereich Hörspiel. Die Episoden setzten sehr auf Comedy und Unterhaltungselemente. In jeder Ausgabe wurde ein Interview mit einem Schauspieler oder Synchronsprecher geführt.
2013 kam es zu einem Bruch, da das erste Projekt mit dem alten Team eingestellt wurde. Erst im September des Jahres erschien eine neue Folge mit einem komplett neuen Team. In diesem Zusammenhang kam es dazu, dass es zwei verschiedene Folgen Nr. 35 gibt; die im September 2013 veröffentlichte Version war bereits diejenige, die das neue Team produziert hatte. Die ursprüngliche, am 24. Juni 2013 produzierte Folge, wurde erst am 6. Februar 2017 als sogenanntes Comeback-Special veröffentlicht. In beiden Versionen der Folge war Bettina Zech als Gast beteiligt.

## Interviewgäste
Mehrfach zu Gast waren Bettina Zech, Tim Kreuer, Wolfram Damerius, Patrick Holtheuer, Martin Sabel, Peter Weis, Katja Brügger, Heikedine Körting, Dennis Erhardt, Kerstin Draeger, Sascha Draeger, Tom ‌Steinbrecher, Markus Duschek, Douglas Welbat, sowie die Labels Titania Medien, Lindenblatt Records, Ohrenkneifer, Highscore Music/Maritim, DreamLand Productions und das Team hinter der Serie Die weisse Lilie.
Die Folgen ab Nr. 14 vom 29. Juni 2012 sind auf der Website der Talker-Lounge dokumentiert und weiterhin als Stream verfügbar. In den ersten Jahren hatte der Podcast einen eigenen YouTube-Kanal, auf dem die Folgen hochgeladen wurden, dieser wurde später jedoch gelöscht. Die in Klammern angegebenen VÖ-Daten verweisen auf Folgen, die nicht auf der Webseite dokumentiert sind.
| Folge                  | Gäste | Datum                                           |
| ---------------------- | --- | ----------------------------------------------- |
| 10                     | Bernhard Hennen | (2012)                                          |
| 12                     | Helmut Krauss † | (2012)                                          |
| 13                     | Björn Korthoff | (2012)                                          |
| 14                     | Bettina Zech | 29. Juni 2012                                   |
| 15                     | Tim Kreue | 13. Juli 2012                                   |
| 20                     | Martin Stelzle Bettina Zech Olaf von der Heydt Wolfram Damerius | 13. Oktober 2012                                |
| 23                     | Patrick Holtheuer Martin Sabel | 10. November 2012                               |
| 26                     | Dane Rahlmeyer Sven Matthias | 22. Dezember 2012                               |
| 33                     | Bettina Zech Wolfram Damerius | 27. Januar 2013                                 |
| 34                     | Anastasia Conze Bettina Zech Wolfram Damerius | 09. Februar 2013                                |
| 35 (Comeback- Special) | Thomas Birker Bettina Zech | 24. Juni 2013 (Produktion) 6. Februar 2017 (VÖ) |
| 36                     | Label "Titania-Medien" | 19. September 2013                              |
| 38                     | Falk T. Puschmann | 18. Oktober 2013                                |
| 39                     | Sascha Rotermund | (Oktober/November 2013)                         |
| 40                     | Lindenblatt Records | 15. November 2013                               |
| 42                     | Frank Gustavus Peter Weis † Rainer Stecker Stephan Schad | 12. Dezember 2013                               |
| 43                     | Bernhard Hoëcker | 27. Dezember 2013                               |
| 44                     | Santiago Ziesmer | 10. Januar 2014                                 |
| 46                     | Label "Ohrenkneifer" | 7. Februar 2014                                 |
| 47                     | Oliver Rohrbeck Jens Wawrczeck | 20. Februar 2014                                |
| 48                     | Thomas Tippner Katja Brügger Helgo Liebig | 7. März 2014                                    |
| 49                     | Claudia Urbschat-Mingues | 21. März 2014                                   |
| 50                     | Heikedine Körting | 4. April 2014                                   |
| 51                     | Dagmar Bittner | 18. April 2014                                  |
| 52                     | Lutz Mackensy Ulli Potofski | 9. Mai 2014                                     |
| 53                     | Label "R & B Company" | 30. Mai 2014                                    |
| 54                     | Label "Highscore Music/Maritim" | 13. Juni 2014                                   |
| 55                     | Eckart Dux | 4. Juli 2014                                    |
| 56                     | Dennis Ehrhardt Frank Felicetti Tim Kreuer Heikedine Körting | 1. August 2014                                  |
| 57                     | Kerstin Draeger Sascha Draeger | 23. August 2014                                 |
| 58                     | Peter Groeger † Christian Rode † Tom Steinbrecher | 12. September 2014                              |
| 59                     | Label "Asgard" Martin Sabel | 3. Oktober 2014                                 |
| 60                     | Enie van de Meiklokjes Label "Contendo Media" | 24. Oktober 2014                                |
| 61                     | Henry König Jürgen Thormann | 14. November 2014                               |
| 62                     | Martin May | 5. Dezember 2014                                |
| 63                     | Horst Naumann Heikedine Körting | 24. Dezember 2014                               |
| 64                     | Balthasar von Weymarn | 16. Januar 2015                                 |
| 65                     | Gordon Piedesack | 13. Februar 2015                                |
| 66                     | Daniel Claus | 6. März 2015                                    |
| 67                     | Label "DreamLand Productions" | 27. März 2015                                   |
| 68                     | Reent Reins | 17. April 2015                                  |
| 69                     | Jan-Friedrich Conrad | 8. Mai 2015                                     |
| 70                     | Dietmar Wunder | 29. Mai 2015                                    |
| 71                     | Label "Pidax" Tim Caspers | 19. Juni 2015                                   |
| 72                     | Label "Titania-Medien" | 10. Juli 2015                                   |
| 73                     | Markus Duschek | 31. Juli 2015                                   |
| 74                     | Uve Teschner | 21. August 2015                                 |
| 75                     | Detlef Bierstedt Peter Weis † | 11. September 2015                              |
| 76                     | Peter Kirchberger | 2. Oktober 2015                                 |
| 77                     | André Minninger | 23. Oktober 2015                                |
| 78                     | Joachim Kerzel | 13. November 2015                               |
| 79                     | Douglas Welbat Katja Brügger | 4. Dezember 2015                                |
| 80                     | Andreas Fröhlich Michael Esser | 18. Dezember 2015                               |
| 81                     | Lutz Riedel | 8. Januar 2016                                  |
| 82                     | Maria Koschny | 9. Januar 2016                                  |
| 83                     | Manuela Dahm Regine Lamster Heikedine Körting | 19. Februar 2016                                |
| 84                     | Hilla Fitzen | 11. März 2016                                   |
| 85                     | Hanseklang | 1. April 2016                                   |
| 86                     | Charles Rettinghaus | 22. April 2016                                  |
| 87                     | Studio Stil | 11. Mai 2016                                    |
| 88                     | Matthias Brink Die weisse Lilie Martin Sabel Label "Ohrenkneifer" | 4. Juni 2016                                    |
| 89                     | Joachim Tennstedt | (Juni/Juli 2016)                                |
| 90                     | Stefan Krause | 16. Juli 2016                                   |
| 91                     | Marianne Groß | 6. August 2016                                  |
| 92                     | Alexander Turrek | 27. August 2016                                 |
| 93                     | Karin Lieneweg Katrin Fröhlich | 17. September 2016                              |
| 95                     | Engelbert von Nordhausen | (September–November 2016)                       |
| 96                     | Thomas Balou Martin Andrew Wincott Dennis Ehrhardt Douglas Welbat | 19. November 2016                               |
| 97                     | Das Vollplaybacktheater | 10. Dezember 2016                               |
| 98                     | Astrid von Feder Heiko Feske Markus Duschek | 31. Dezember 2016                               |
| 99                     | Holysoft Studios | 21. Januar 2017                                 |
| 100                    | Dagmar von Kurmin † H. G. Francis | 12. Februar 2017                                |
| 101                    | Sven Buchholz Stephan Chrzescinski | 4. März 2017                                    |
| 102                    | Tobias Diakow Rhea Harder-Vennewald Martin Hofstetter Manou Lubowski Heikedine Körting Sascha Draeger | 25. März 2017                                   |
| 103                    | André Beyer | 15. April 2017                                  |
| 104                    | Fabian Harloff | 6. Mai 2017                                     |
| 105                    | Wolfgang Kaven | 31. Mai 2017                                    |
| 106                    | Marc Freund | 17. Juni 2017                                   |
| 107                    | BadBlack-Unicorn – Das Magazin SilberZunge Audio Patrick Holtheuer Stein/Hardt Hörspielproduktion Tommi Piper Lindenblatt Records Heikedine Körting                                                                                                | 8. Juli 2017                                    |
| 108                    | Patrick Bach Kerstin Draeger | 12. August 2017                                 |
| 109                    | Elfie Donnelly | 9. September 2017                               |
| 110                    | Uschi Hugo | 7. Oktober 2017                                 |
| 111                    | Thomas Nero Wolff | 4. November 2017                                |
| 112                    | Susanna Bonaséwicz | 2. Dezember 2017                                |
| 113                    | Peter Weis † | 30. Dezember 2017                               |
| 114                    | Günter Merlau | 27. Januar 2018                                 |
| 115                    | Horst Stark | 24. Februar 2018                                |
| 116                    | Dorette Hugo | 24. März 2018                                   |
| 117                    | Udo Schenk | 21. April 2018                                  |
| 118                    | Tobias Kluckert | 19. Mai 2018                                    |
| 119                    | Evelyn Boyd | 16. Juni 2018                                   |
| 120                    | Brainflower Media Studio Fan – Das Sammlermagazin Katharina Gans Matthias Arnold Hans-Georg Panczak Saphir Tonart Sonita Sodhi Wolfy Office Patrick Holtheuer Label "Ohrenkneifer" Tom Steinbrecher Label "DreamLand Productions" Die weisse Lilie | 14. Juli 2018                                   |
| 121                    | Merete Brettschneider | 11. August 2018                                 |
| 122                    | Caroline Ruprecht | 12. Oktober 2018                                |
| 123                    | Bert Stevens | 9. November 2018                                |
| 124                    | Johanna Steiner | 7. Dezember 2018                                |
| 125                    | Sven Plate | 4. Januar 2019                                  |
| 126                    | Anke Reitzenstein | 1. Februar 2019                                 |
| 127                    | Ascan von Bargen | 1. März 2019                                    |
| 128                    | IMAGA | 29. März 2019                                   |
| 129                    | Arianne Borbach | 1. Mai 2019                                     |
| 130                    | Marco Göllner | 1. Juni 2019                                    |
| 131                    | Michael Lott | 28. Juni 2019                                   |
| 132                    | Luise Lunow | 16. August 2019                                 |
| 133                    | Christian Rudolf Label "Highscore Music/Maritim" | 14. September 2019                              |
| 134                    | Hansi Jochmann | 11. Oktober 2019                                |
| 135                    | K. Dieter Klebsch | 8. November 2019                                |
| 136                    | Sarah Riedel Marc Schülert | 6. Dezember 2019                                |
| 137                    | Florentine Draeger | 10. Januar 2020                                 |
| 138                    | Nana Spier | 7. Februar 2020                                 |
| 139                    | Volker Brandt | 7. März 2020                                    |
| 140                    | Katrin McClean | 3. April 2020                                   |
| 141                    | Martin Keßler | 1. Mai 2020                                     |
| 142                    | Werner Wilkening | 29. Mai 2020                                    |
| 143                    | Raimon Weber | 26. Juni 2020                                   |
| 144                    | Johanna Roth | 21. August 2020                                 |
| 145                    | Christiane Marx | 18. September 2020                              |
| 146                    | Mark Bremer | 16. Oktober 2020                                |
| 147                    | Tom Steinbrecher | 13. November 2020                               |
| 148                    | Scarlet Cavadenti | 11. Dezember 2020                               |

## Verbreitung der Sendung (Auswahl)
Alle vier Wochen erscheint eine neue Folge. Zu hören ist die Produktion u. a. bei iTunes, Deezer, TuneIn und Phonostar.

## Öffentliche Auftritte
Die Talker-Lounge gehört seit 2016 zum festen Bestandteil der Hörspielmesse Hörmich in Hannover mit einem eigenen Bühnenpanel.

## Persönlichkeiten im Team
Der Fernsehmoderator Tim Gailus ist Moderator des Podcasts. Die Hör- und Synchronsprecher Benjamin Stolz, Katharina von Daake,
Martin Sabel, Bettina Zech, Dagmar Bittner sind als Offsprecher in der Sendung zu hören.

## Auszeichnungen
2013 errang die Talker-Lounge beim European Podcast Award Platz 3 in der Kategorie „Germany – Non Profit“ und Platz 13 in „Europe – Non Profit“.

## Kritik
Die Endbewertungen der Rezensionen unterliegen immer den Teilnehmern und ihrer Anzahl, denn Besetzung und Größe des Teams schwanken mit jeder Sendung.